# 洛斯库季夫卡
洛斯库季夫卡（羅馬化：Loskutivka），或按俄语名译为洛斯库托夫卡（俄語：Лоскутовка），是乌克兰東部盧甘斯克州北顿涅茨克区利西昌斯克市镇的镇。2022年6月22日，该镇被俄军占领。

## 人口统计
根据2001年烏克蘭人口普查，该镇的人口为855人。该镇人口的母语比率占比：
- 乌克兰语：69.71%
- 俄语：29.36%